# Stefanus van Helmond
Stefanus van Helmond is de tweede ons bekende heer van Helmond.
Hij figureert in een document uit 1179 waarin Paus Alexander III de Abdij van Floreffe onder zijn bescherming neemt en alle schenkingen bekrachtigt die in het verleden aan deze abdij zijn gedaan. Onder deze schenkingen hoort het Hof van Helmont (curtem de Helmont). In het register is de sterfdag 23 oktober te vinden, de dag waarop een Mis moet worden gelezen voor het zielenheil van Stefanus, die dit allodium, waarmee waarschijnlijk Die Haghe wordt bedoeld, geschonken zou hebben.